# 2-я Звенигородская улица
Втора́я Звенигоро́дская у́лица — улица в центре Москвы на Пресне между Мантулинской улицей и Звенигородским шоссе.

## Происхождение названия
Название получила по примыканию к Звенигородскому шоссе. Номер улицы — наследие тех времен, когда существовали 1—6-я Звенигородские улицы (ныне они переименованы и стали улицами 1905 Года, Анны Северьяновой, Сергея Макеева, Костикова и Анатолия Живова).
В 1960 году одна из улиц Кунцева получила название Звенигородская улица.

## Описание
2-я Звенигородская улица начинается от Мантулинской и проходит на север, пересекает Шмитовский проезд, слева к ней примыкает улица Анатолия Живова, затем пересекает улицу Костикова и выходит на Звенигородское шоссе напротив 2-го Звенигородского переулка.

## Здания и сооружения

### По нечётной стороне
- Дом 13 — Пресненский машиностроительный завод;
- Дом 13, строение 3 — Новый издательский дом;
- Дом 13, строение 43 — Москоммерцбанк;
- Дом 15 — НИИ проблем укрепления законности и правопорядка при Генеральной прокуратуре РФ; Криминологическая ассоциация России;Университет прокуратуры Российской Федерации

### По чётной стороне
- Дом 2/1, строение 1 — Русское профессиональное издательство; Русское медицинское издательство.
- Дом 12 — Лакокрасочный завод Товарищества братьев Мамонтовых (Краснопресненский), XIX век. Организация Архнадзор подавала в Мосгорнаследие заявку на присвоение зданию статуса памятника промышленной архитектуры, однако по ней было вынесено отрицательное решение. Несмотря на протесты градозащитников и отсутствие надлежащей документации, завод был снесён в 2019-м году. На участке планируется возведение жилого комплекса[1][2][3].